# BR-Klasse 26
Die Klasse 26 von British Rail (BR) ist eine Baureihe dieselelektrischer Mehrzwecklokomotiven, die in den Jahren 1958 und 1959 bei der Birmingham Railway Carriage and Wagon Company in England gebaut wurde.

## Entwicklung und Einsatz
Um Dampflokomotiven zu ersetzen, wurde um 1955 für die östlichen Strecken der British Railways die Class 26 bei der Birmingham Railway Carriage and Wagon Company in Auftrag gegeben. Die erste Bestellung umfasste 20 Lokomotiven, die ab Juli 1958 geliefert und als D5300 bis D5319 nummeriert wurden. Sie wurden zunächst in Hornsey beheimatet und von dort zu umfangreichen Probefahrten eingesetzt. Die Lokomotive D5303 wurde schon bald nach Schottland ausgeliehen und von den Betriebswerken Inverness, Eastfield (Glasgow) und Leith Central aus erprobt. Zufriedenstellende Testergebnisse führten zur Bestellung weiterer 27 Maschinen mit geringfügigen technischen Änderungen, die die Nummern D5320 bis D5346 erhielten, bis Oktober 1959 an die schottische Region der British Railways geliefert und im Bw Haymarket (Edinburgh) stationiert wurden. Im Sommer 1960 wurde die erste Lieferserie nach Haymarket verlegt, während die zweite dafür nach Inverness kam.
Die Lokomotiven waren zur Auslieferung dunkelgrün mit grauem Dach, roten Pufferträgern und schwarzem Fahrwerk lackiert. Ein umlaufender weißer Zierstreifen und weiße Fensterumrandungen prägten das Erscheinungsbild. Bald wurde die verbleibende dunkelgrüne Fläche an den Stirnseiten in einem kräftigen Gelb lackiert, später wurden bei einigen Maschinen auch die weißen Fensterumrandungen durch diesen Gelbton ersetzt.
Die insgesamt 47 Lokomotiven wurden in Schottland sehr vielfältig eingesetzt. Die in Inverness stationierten Loks zogen häufig Nahverkehrszüge, interregionale Personenzüge und Schnellzüge. Vor letzteren waren bis zu drei Maschinen gemeinsam im Einsatz, um die verhältnismäßig geringe Leistung auszugleichen. Die in Haymarket beheimateten Fahrzeuge waren dagegen meist im Güterzugeinsatz anzutreffen. Die ersten sieben Lokomotiven, D5300 bis D5306, erhielten 1967 eine elektronische Langsamfahrsteuerung, die die Be- und Entladung moderner Kohlezüge ermöglichte.
Im Jahr 1968 entfiel mit der Ausmusterung der letzten Dampflokomotiven das vorangestellte „D“ für „diesel locomotive“ in der Fahrzeugbezeichnung, sodass die Loks nun als 5300 bis 5346 im Einsatz waren. Ab 1973 erhielten alle noch im Einsatz stehenden Lokomotiven eine neue Nummer zur Aufnahme in das computergestützte Fahrzeugverwaltungssystem TOPS der British Rail. Auf die Baureihennummer 26 folgte die dreistellige Ordnungsnummer, die zwar die Reihenfolge der alten Nummern berücksichtigte, jedoch teilweise systemlos vergeben wurde. Während die D5300 zur 26 007 oder die D5307 zur 26 020 wurde, behielten aber viele Maschinen die alte Ordnungszahl. Die originale Ausführung wurde zur Unterbaureihe 26/0 mit dem Nummernbereich 26 001 bis 020. Die zweite Bauserie wurde zur 26/1 mit den Nummern 26 021 bis 046 umgezeichnet.
Da die Maschinen bei der British Rail mit der Beschaffung neuer Triebfahrzeuge ab den 1980er Jahren überflüssig waren, wurden die verbleibenden Lokomotiven der Klasse 26 von 1990 bis 1993 regulär ausgemustert und von 1991 bis 1995 zu großen Teilen verschrottet. Allerdings wurde schon vor dem Beginn der planmäßigen Ausmusterung eine beträchtliche Stückzahl von 15 Fahrzeugen ab 1972 aufgrund von Brand- und Unfallschäden außer Dienst gestellt und verschrottet. Bei Privatbahnen und in Eisenbahnmuseen sind bis heute 13 Lokomotiven der Class 26 erhalten.

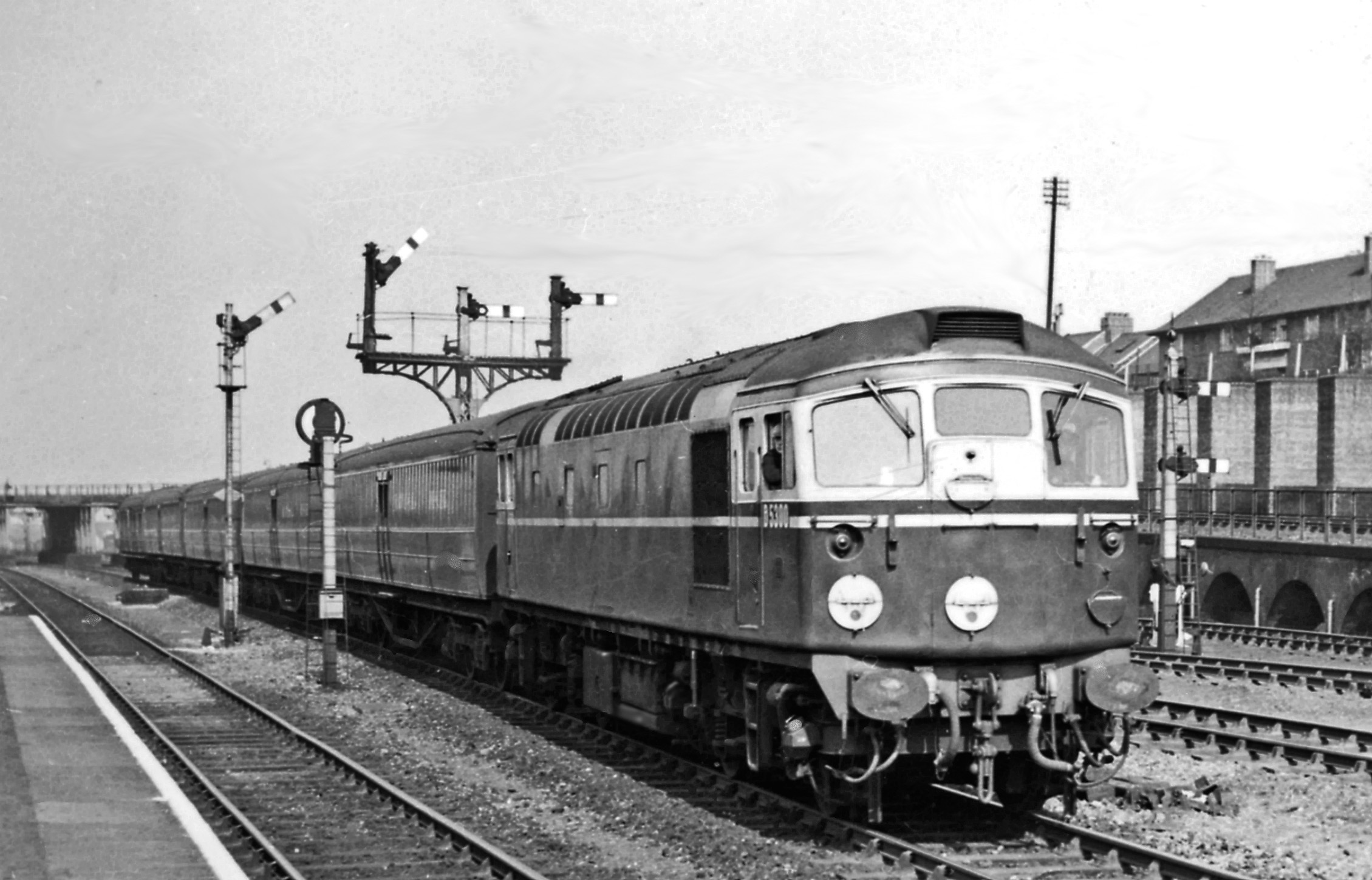
D5300 in Harringay (April 1959)
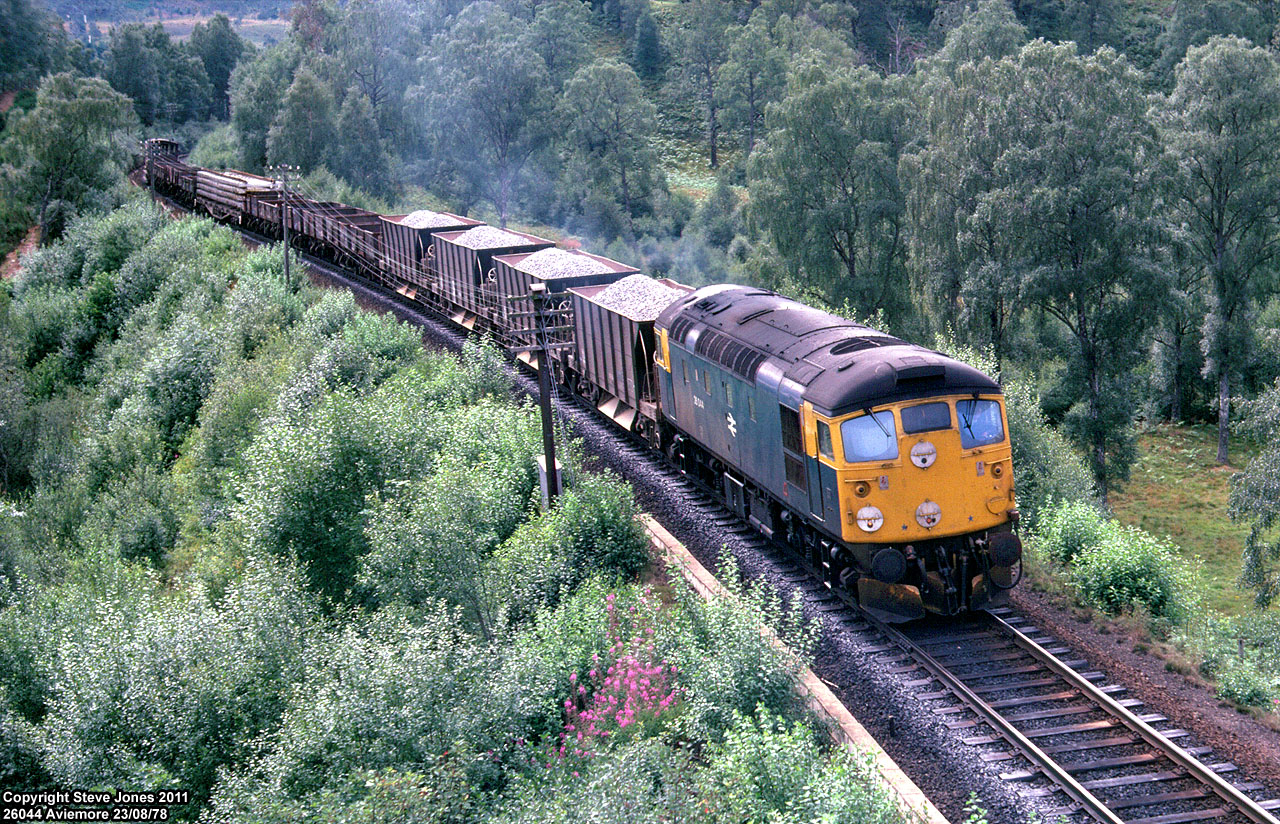
26044 bei Aviemore (August 1978)
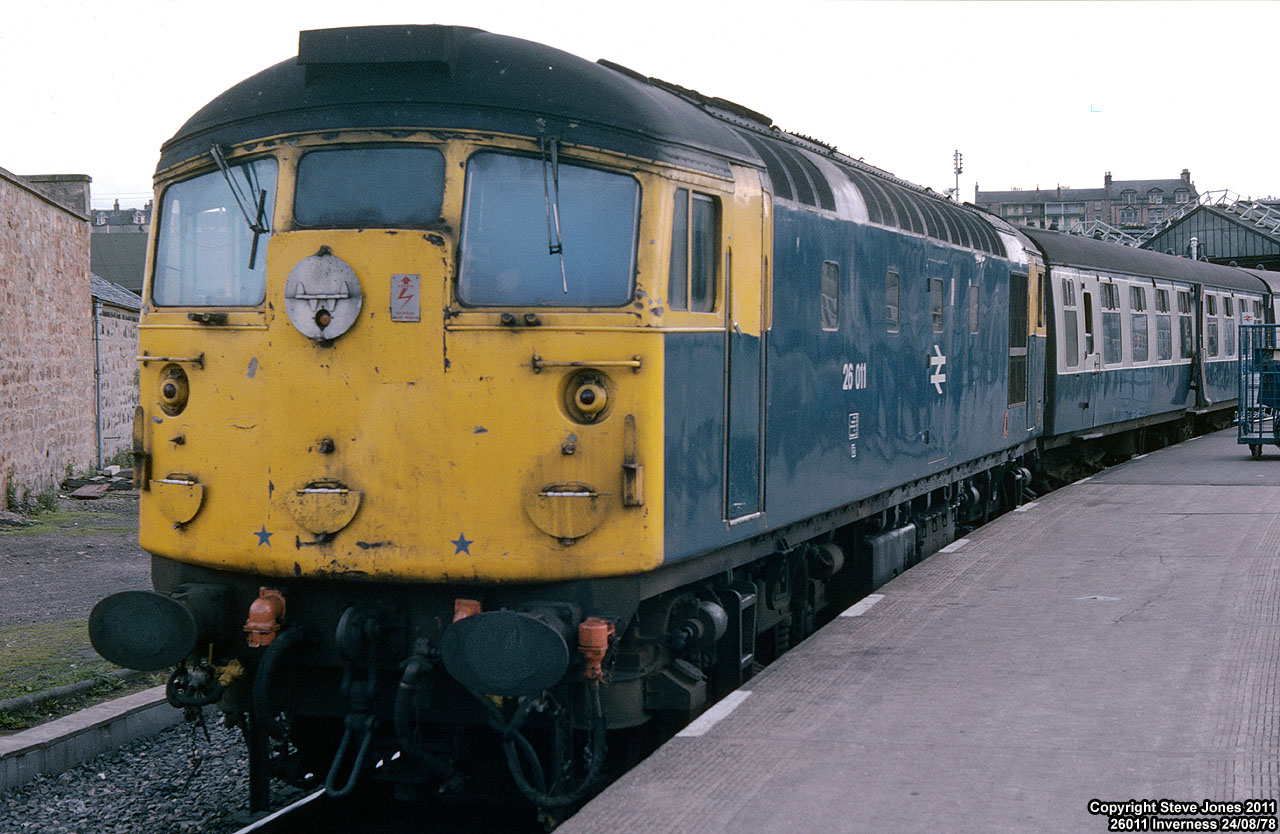
26011 in Inverness (August 1978)
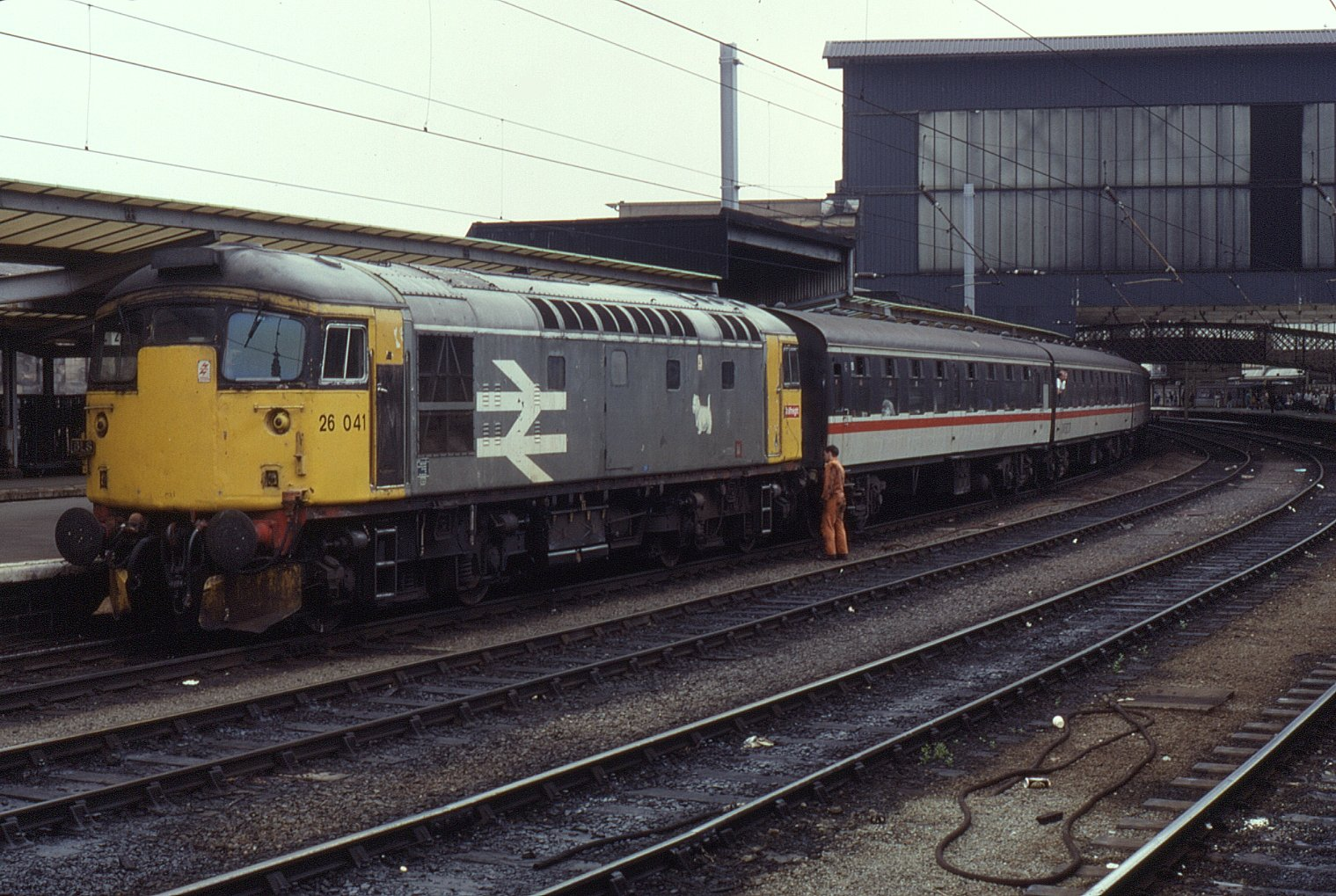
26041 in Carlisle (August 1991)
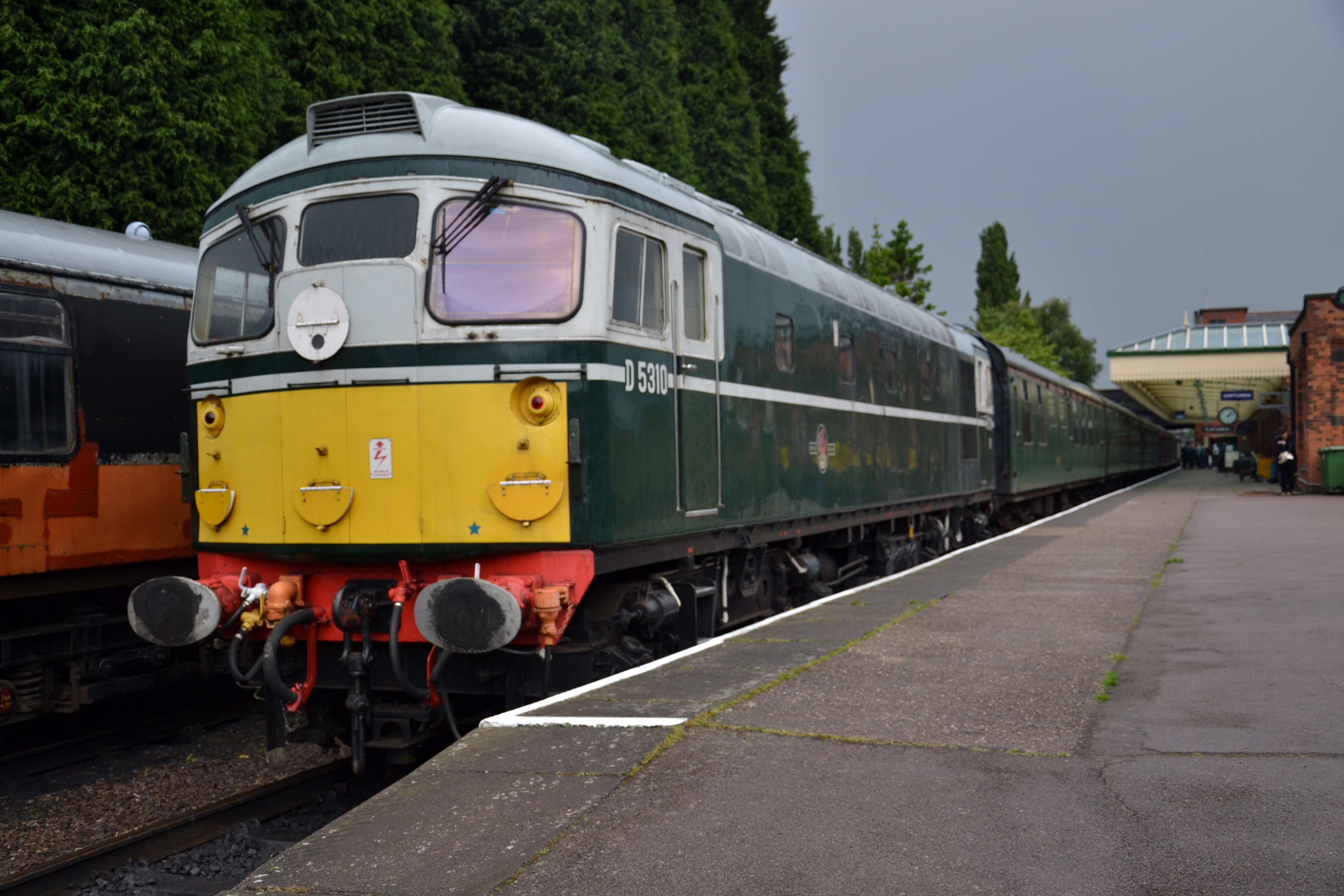
D5310 in Loughborough (Juni 2013)

## Technische Beschreibung
Die Lokomotiven besitzen einen aus Stahlprofilen und -blechen geschweißten Grundrahmen. Die Seitenwände des Lokkastens und der beiden Führerhäuser bestehen ebenfalls aus Stahlblechen, das Dach dagegen aus glasfaserverstärktem Kunststoff.
Der Rahmen liegt über Schraubenfedern auf zwei zweiachsigen Drehgestellen auf. Die Lokomotiven hatten teilweise Schneepflüge, die vom Drehgestellrahmen getragen wurden. Hinter dem ersten Führerstand befindet sich die Kühlanlage mit einem großen Kühlerlüfter auf dem Dach. Dahinter folgt die Antriebseinheit, bestehend aus dem Dieselmotor und dem Hauptgenerator. Die Klasse 26 besitzt einen Motor des Typs Sulzer 6LDA28-A. Er ist ein wassergekühlter Sechszylinder-Reihenmotor, arbeitet nach dem Viertaktprinzip und erreicht bei einer Drehzahl von 750 Umdrehungen pro Minute eine Leistung von 870 kW (1180 PS). Die Zylinder haben einen Innendurchmesser von 280 mm und einen Kolbenhub von 360 mm. Daraus ergibt sich ein Hubraum von 22 Litern pro Zylinder und 133 Litern des gesamten Motors. Der vom Dieselmotor angetriebene Gleichstrom-Hauptgenerator Crompton Parkinson CG391-A1 versorgt die vier elektrischen Gleichstromfahrmotoren des Typs Crompton Parkinson C171-A1, bei Class 26/1 stattdessen C171-D3. Der Hilfsgenerator Crompton Parkinson CAG193-A1 mit einer Leistung von 57 kW bei 110 Volt versorgt das Bordnetz für die fahrzeugeigenen Verbraucher wie Pumpen, Lüfter und Lampen. Hinter den elektrischen Generatoren befinden sich die Hilfsbetriebe, beispielsweise der Fahrmotorlüfter, der Kompressor der Bremsanlage und der Hauptschaltschrank. Auch der Dampfheizkessel mit einer verfügbaren Dampfmenge von 790 Kilogramm pro Stunde ist hier untergebracht. Unter dem Lokkasten zwischen den Drehgestellen sind der Dieselkraftstofftank mit einem Fassungsvermögen von 2270 Litern, der Batteriekasten und die Vorratsbehälter für die Dampfheizanlage sowie die Saug- und Druckluftbremse untergebracht. Das Fahrzeug kann mit der direkt wirkenden Druckluftbremse, der indirekt wirkenden Druckluftbremse, der Saugluftbremse und einer Handbremse gebremst werden. Während die Saug- und Druckluftbremsen auf alle vier Radsätze wirken, bremst die Handbremse nur die jeweils innere Achse des Drehgestells.
Alle notwendigen Funktionen der Lokomotive können über die elektropneumatische Doppeltraktionssteuerung ferngesteuert werden. Die Lokomotiven können eine Anfahrzugkraft von 190 kN aufbringen und erreichen eine Höchstgeschwindigkeit von 130 km/h (80 mph).

## Fahrzeugliste
| Originalnummer | TOPS-Nummer | Indienststellung | Ausmusterung | Verbleib                             |
| -------------- | ----------- | ---------------- | ------------ | ------------------------------------ |
| D5300          | 26007       | 07 / 1958        | 10 / 1993    | Network Rail                         |
| D5301          | 26001       | 09 / 1958        | 10 / 1993    | Caledonian Railway                   |
| D5302          | 26002       | 10 / 1958        | 10 / 1992    | Strathspey Railway                   |
| D5303          | 26003       | 10 / 1958        | 10 / 1993    | zerlegt 01 / 1995                    |
| D5304          | 26004       | 10 / 1958        | 11 / 1992    | Nemesis Rail                         |
| D5305          | 26005       | 11 / 1958        | 10 / 1993    | zerlegt 02 / 1995                    |
| D5306          | 26006       | 11 / 1958        | 09 / 1993    | zerlegt 06 / 1995                    |
| D5307          | 26020       | 12 / 1958        | 02 / 1977    | zerlegt 03 / 1978                    |
| D5308          | 26008       | 12 / 1958        | 03 / 1993    | zerlegt 07 / 1994                    |
| D5309          | 26009       | 12 / 1958        | 01 / 1977    | zerlegt 04 / 1978                    |
| D5310          | 26010       | 01 / 1959        | 12 / 1992    | Llangollen Railway                   |
| D5311          | 26011       | 01 / 1959        | 11 / 1992    | Nemesis Rail                         |
| D5312          | 26012       | 01 / 1959        | 01 / 1982    | zerlegt 08 / 1982                    |
| D5313          | 26013       | 01 / 1959        | 03 / 1985    | zerlegt 06 / 1987                    |
| D5314          | 26014       | 01 / 1959        | 10 / 1992    | Caledonian Railway                   |
| D5315          | 26015       | 03 / 1959        | 06 / 1991    | zerlegt 09 / 1994                    |
| D5316          | 26016       | 03 / 1959        | 10 / 1975    | zerlegt 09 / 1976                    |
| D5317          | 26017       | 02 / 1959        | 08 / 1977    | zerlegt 02 / 1978                    |
| D5318          | 26018       | 03 / 1959        | 01 / 1982    | zerlegt 04 / 1982                    |
| D5319          | 26019       | 03 / 1959        | 03 / 1985    | zerlegt 05 / 1987                    |
| D5320          | 26028       | 04 / 1959        | 10 / 1991    | zerlegt 11 / 1992                    |
| D5321          | 26021       | 04 / 1959        | 10 / 1991    | zerlegt 08 / 1994                    |
| D5322          | 26022       | 04 / 1959        | 02 / 1981    | zerlegt 06 / 1981                    |
| D5323          | 26023       | 05 / 1959        | 09 / 1990    | zerlegt 01 / 1991                    |
| D5324          | 26024       | 05 / 1959        | 10 / 1992    | Bo’ness and Kinneil Railway          |
| D5325          | 26025       | 05 / 1959        | 10 / 1993    | Strathspey Railway                   |
| D5326          | 26026       | 05 / 1959        | 11 / 1992    | zerlegt 06 / 1995                    |
| D5327          | 26027       | 06 / 1959        | 07 / 1991    | zerlegt 01 / 1995                    |
| D5328          | -           | 06 / 1959        | 07 / 1972    | zerlegt 12 / 1972 nach Unfall        |
| D5329          | 26029       | 06 / 1959        | 10 / 1988    | zerlegt 11 / 1989                    |
| D5330          | 26030       | 06 / 1959        | 03 / 1985    | zerlegt 03 / 1987                    |
| D5331          | 26031       | 06 / 1959        | 10 / 1989    | zerlegt 09 / 1990                    |
| D5332          | 26032       | 07 / 1959        | 10 / 1993    | zerlegt 02 / 1995                    |
| D5333          | 26033       | 07 / 1959        | 03 / 1985    | zerlegt 03 / 1987                    |
| D5334          | 26034       | 07 / 1959        | 09 / 1989    | zerlegt 09 / 1990                    |
| D5335          | 26035       | 07 / 1959        | 12 / 1992    | Caledonian Railway                   |
| D5336          | 26036       | 08 / 1959        | 10 / 1993    | zerlegt 02 / 1995                    |
| D5337          | 26037       | 08 / 1959        | 10 / 1993    | zerlegt 02 / 1995                    |
| D5338          | 26038       | 08 / 1959        | 10 / 1992    | Bo’ness and Kinneil Railway          |
| D5339          | 26039       | 09 / 1959        | 10 / 1990    | zerlegt 10 / 1993                    |
| D5340          | 26040       | 09 / 1959        | 12 / 1992    | Waverley Route Heritage Association  |
| D5341          | 26041       | 09 / 1959        | 11 / 1992    | zerlegt 03 / 1995                    |
| D5342          | 26042       | 09 / 1959        | 10 / 1992    | zerlegt 06 / 1995                    |
| D5343          | 26043       | 10 / 1959        | 01 / 1993    | Gloucestershire Warwickshire Railway |
| D5344          | 26044       | 10 / 1959        | 01 / 1984    | zerlegt 02 / 1987                    |
| D5345          | 26045       | 10 / 1959        | 07 / 1983    | zerlegt 08 / 1987                    |
| D5346          | 26046       | 10 / 1959        | 04 / 1991    | zerlegt 10 / 1993                    |
| Quellen:       |             |                  |              |                                      |